# Candela Yablochkov

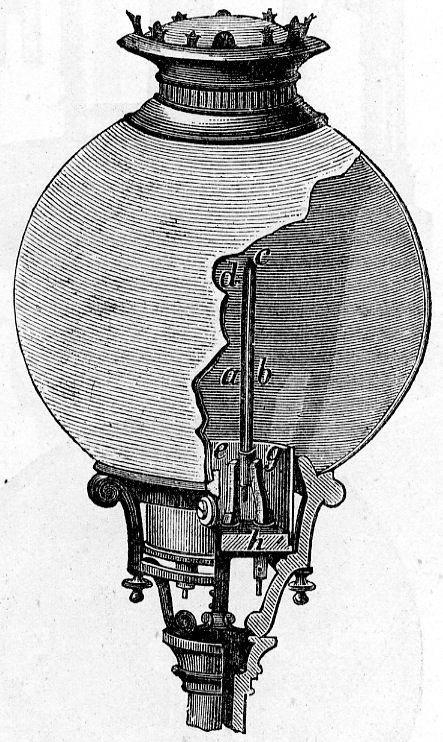
la candela Yablochkov con una parte del globo rimossa per mostrare le due barrette parallele di carbone separate da uno strato di stucco di Parigi.

La candela Yablochkov (nota anche come candela elettrica) è un tipo di lampada ad arco con elettrodi in carbone inventata nel 1876 dall'ingegnere elettrico russo Pavel Yablochkov.

## Principio
È costituita da due elettrodi, che sono barrette cilindriche di carbone, con diametro fra 6 e 12 mm, affiancati l'uno all'altro e separati da un blocchetto di materiale inerte ed isolante come stucco di Parigi o caolino. Un piccolo elemento di metallo fusibile o di carbone unisce i due elettrodi sulla sommità. L'insieme è montato verticalmente su un apposito supporto isolante.
Quando viene applicata una differenza di potenziale ai due elettrodi, il fusibile di sommità si fonde ed attiva l'arco, che continua a bruciare e a consumare gradualmente gli elettrodi e, con essi, l'isolante che li separa, che si fonde alla stessa velocità degli elettrodi. Le prime candele erano alimentate da Macchine di Gramme. L'inconveniente nell'uso della corrente continua era che una delle due barrette bruciava con una velocità doppia rispetto all'altra. Il problema fu inizialmente risolto realizzando uno dei due elettrodi con un diametro maggiore dell'altro, tuttavia questa soluzione non era pratica. Il problema fu definitivamente risolto alimentando le candele in corrente alternata che fondeva le due barrette alla stessa velocità.
Gli elettrodi durano circa due ore o fino a quando viene tolta alimentazione. Una classica lampada di Yablochkov non può più essere riaccesa perché il fusibile tra i due elettrodi viene consumato alla prima accensione. Versioni successive della candela però includevano del metallo in polvere nell'isolante di separazione che agiva come un nuovo fusibile e consentiva di riaccendere la candele parzialmente consumate una volta spente.
Il vantaggio rispetto alla classica lampada ad arco, che funziona con i due cilindri di carbone posti di punta uno di fronte all'altro, è quello di non aver bisogno di un regolatore meccanico per mantenere la giusta distanza tra i due elettrodi e sostenere l'arco.
Nei suoi tentativi per alimentare più di un gruppo di candele con differenti flussi di luce e per ottenere differenti tensioni, Yablochkov inventò i primi trasformatori.
Come ogni altra lampada ad arco a carbone le candele Yablochkov danno una luce molto intensa e possono essere usate per illuminare ampi spazi di strade o grandi interni come stabilimenti e stazioni ferroviarie; il loro uso come illuminazione stradale era meno caro di quello a gas.
Lo svantaggio di queste lampade è legato alla loro corta durata, che comportava la loro sostituzione dopo brevi periodi di tempo. Quando vengono accese producono un forte ronzio, raggi UV pericolosi, emissioni di monossido di carbonio e interferenza in radiofrequenze. Durante il loro uso c'era un costante pericolo di incendio dovuto principalmente alle scintille ed all'alta temperatura d'uso.

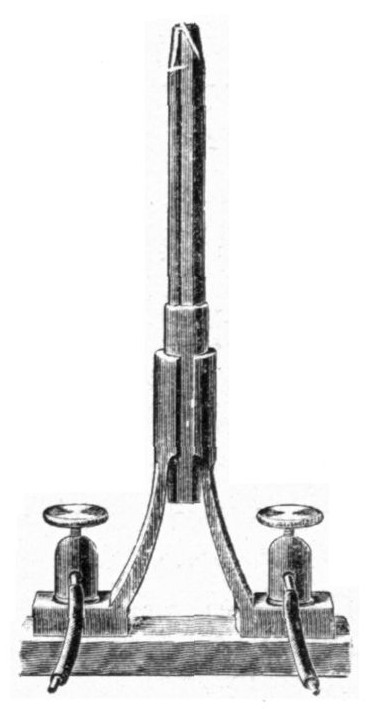
candela Yablochkov del 1876

## Storia
Nel 1875 Yablochkov lasciò la Russia e iniziò la sua attività a Parigi, nel 1876 gli fu riconosciuto il brevetto francese 112024 per le sue candele. Il primo esperimento pubblico avvenne a Londra il 15 aprile 1876.
Le candele Yablochkov vennero usate commercialmente per la prima volta nel 1878 nel "salone Marengo" dei grandi magazzini Galeries du Louvre a Parigi con una installazione di 80 lampade. La loro presenza è menzionata da Émile Zola nel suo romanzo Au Bonheur des dames ("Al paradiso delle signore"). Fu in quella occasione che alla città Parigi venne dato il soprannome di Ville Lumière (la "città delle luci").
La candela Yablochkov venne impiegata per la prima volta come elemento di illuminazione stradale, a scopo dimostrativo, durante l'Exposition Universelle di Parigi del 1878, in particolare per illuminare l'Avenue de l'Opéra, la Place de l'Opéra e la Place du Theatre Français (oggi Place André Malraux). Le 64 lampade avevano ognuna da quattro a dodici candele collegate in serie, racchiuse in globi di vetro smaltato.
Nel dicembre dello stesso anno le candele Yablochkov furono installate lungo il Victoria Embankment a Londra.
Nel 1878 Werner von Siemens visitò la Exposition di Parigi ed ottenne la rappresentanza commerciale delle candele per la Germania; come contropartita fornì a Yablochkov delle macchine dinamo. 
Ben presto le candele vennero usate in molte città europee e di altri continenti: Rio de Janeiro, Città del Messico, Nuova Delhi, Calcutta e Chennai.  Lo Shah di Persia ed il Re di Cambogia usarono le candele per illuminare i loro palazzi.
Le candele furono usate con successo a bordo della corazzata francese Amiral Duperré, varata nel 1879.
Nel 1881 all'Esposizione internazionale di elettricità di Parigi le candele Yablochkov forono considerate una delle principali attrazioni. In quell'anno il loro costo era sceso da 66 centesimi di franco francese del 1877, a soli 10 cent, rendendo il loro impiego molto conveniente in confronto alle lampade a gas. L'inconveniente principale del loro utilizzo era la necessità di una grossa macchina elettrica per accenderle.
In Italia il 20 aprile 1879 in occasione di una conferenza presso la Società d'incoraggiamento d'arti e mestieri, Giuseppe Colombo presentò le candele Yablochov accendendole con una coppia di macchine dinamoelettriche Siemens, colla relativa macchina motrice a vapore.
Al massimo del loro successo venivano prodotte in Francia 8 000 candele al giorno.

## Galleria d'immagini

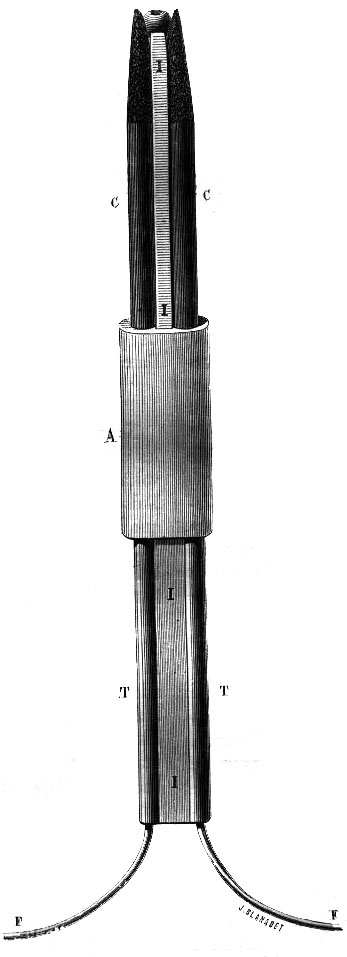
Candela Yablochkov senza globo. Illustrazione dalla rivista La Nature del 1877.
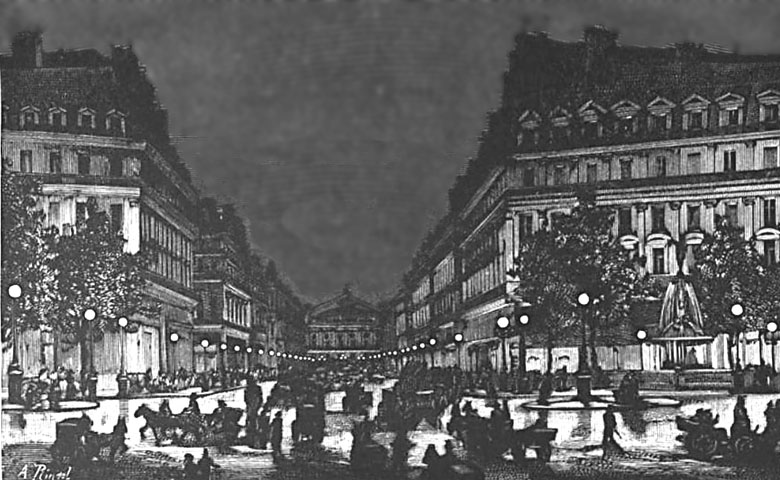
Le candele Yablochkov illuminano l'Avenue de l'Opéra a Parigi in occasione dell'Exposition Universelle del 1878.
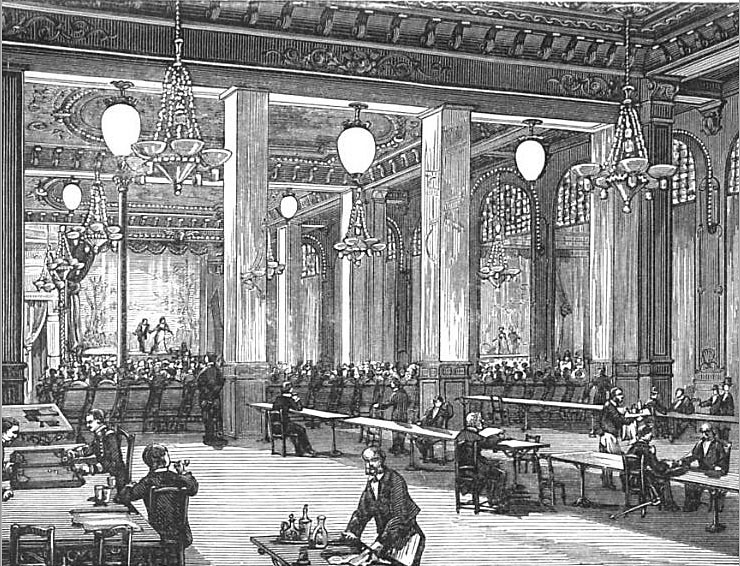
Candele Yablochkov nell'auditorium di Place du Château d'Eau, oggi Place de la République,  a Parigi, 1880 circa
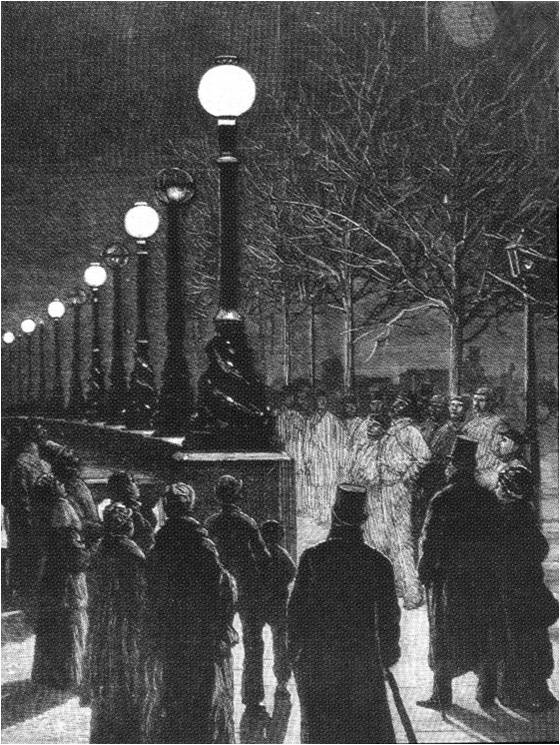
Candele Yablochkov installate sul Victoria Embankment  a Londra, nel dicembre 1878